# Gunnel Nyman
Gunnel Anita Nyman (tidigare Gustafsson), född 19 september 1909 i Åbo, död 7 oktober 1948 i Helsingfors, var en finländsk glaskonstnär och formgivare.
Gunnel Nyman utexaminerades som möbelformgivare från Centralskolan för konstflit i Helsingfors 1932. Året därefter vann hon en tävling arrangerad av Riihimäki glasbruk. Hon arbetade som frilansformgivare för flera glasbruk och ritade möbler för Boman AB och belysningsarmatur.
Nyman var konstnärlig ledare vid Nuutajärvi glasbruk från 1942. Hon var en av den finländska glaskonstens förnyare. Kännetecknande för hennes arbete är noggrann formuppfattning och säkert handlag med materialet. 
Gunnel Nyman finns representerad i svenska Nationalmuseums samlingar i Stockholm samt Museum of Modern Art.